# 오이스터즈
오이스터즈는 대한민국의 음악 그룹이다. 2024년 싱글 [생긴 것도 없어]로 데뷔했다.

## 방송
- TV조선 대학가요제 (2024) - 8위

## 음반
- 생긴 것도 없어 (2024)
- 대학가요제 1라운드 베스트 PART1 (2024)